# Juan de la Bermeja
Juan de la Bermeja Sevilla (Zamarramala, ¿? - Toledo, 18 de abril de 1642) fue un compositor y maestro de capilla español.

## Vida
Nació en Zamarramala, una localidad del municipio de Segovia, en fecha desconocida, hijo de Juan de la Bermeja y Catalina de Sevilla, también originarios de Zamarramala. Ingresó como infante de la capilla de música de la Catedral de El Burgo de Osma el 29 de diciembre de 1608, donde se supone que se formó musicalmente. El 7 de junio de 1613 ingresó como mozo del coro de ropa negra en la Catedral de Segovia con el nombre de Juan de León.
Cristóbal de Isla dejó su magisterio en la Catedral de El Burgo de Osma en 1616. Tras la partida de Isla a Palencia, el cabildo de El Burgo de Osma organizó unas oposiciones para ocupar el cargo, al que se presentaron un músico de Soria, otro de Logroño llamado Juan Mateo, y finalmente el que ganaría, Juan de la Bermeja, «ha hecho mucha ventaja a los demás, ansí en el contrapunto, composición, como en el rigor en regir el facistol y que es muy suficiente». Las actas capitulares mencionan a «Juan de la Bermeja[,] maestro de capilla de Logroño», por lo que parece que ocupaba un magisterio en la ciudad de Logroño, quizás el de la Colegiata de Logroño. El 1 de agosto de 1616 recibía la ración de maestro de El Burgo. Se despidió del cargo el 11 de marzo de 1619 y a pesar de que el cabildo intentó retenerlo, no le fue posible.
El 26 de febrero de 1619 Bermeja había sido nombrado maestro de capilla de la Catedral de Segovia, tras ganar unas oposiciones. Permaneció muy poco tiempo, ya que en diciembre partía hacia Toledo.
El 14 de noviembre de 1619 fue elegido maestro de capilla de la Catedral de Toledo, Primada de España, uno de los cargos más importantes a los que podía aspirar en España. Entre las noticias que quedaron en las actas capitulares se puede mencionar: el 20 de enero de 1634 recibía 3000 maravedís como salario por los villancicos de Navidad y Rexes; el 6 de febrero de 1634 recibía 76 reales para la impresión de los villancicos. El 22 de agosto de 1637 se le entregaron 6800 maravedís para que comprase dos libros de canto compuestos por Manuel Cardoso.
Falleció en Toledo el 28 de abril de 1642. Fue enterrado junto a Santa Helena.

## Obra
Los musicólogos Pedrell y Anglés mencionan un In exitu Israel de Bermeja conservado en Córdoba. Anglés además menciona dos obras en La Seo —que no ha sido confirmado por Calahorra— y en el Real Colegio del Corpus Christi de Valencia. Otras obras se encuentran en El Escorial. No se encuentran obras de Bermeja en Segovia o Toledo.